# 2023-as Junior Eurovíziós Dalfesztivál
A 2023-as Junior Eurovíziós Dalfesztivál (angolul: Junior Eurovision Song Contest 2023, franciául: Concours Eurovision de la chanson junior 2023) volt a huszonegyedik Junior Eurovíziós Dalfesztivál, amit Nizzában rendeztek meg, miután a 2022-es Junior Eurovíziós Dalfesztivál a francia Lissandro győzelmével zárult, aki az Oh Maman! című dalát adta elő Jerevánban. A Junior Eurovíziós Dalfesztivál történetében ez volt a második alkalom, hogy Franciaország adott otthont a versenynek, és a kilencedik alkalom, hogy az előző évi győztes ország rendezte a dalversenyt. A pontos helyszín a Palais Nikaïa volt. A versenyre 2023. november 26-án került sor.
16 ország erősítette meg a részvételét a dalfesztiválra, beleértve az először résztvevő Észtországot, valamint Németországot, mely egy év kihagyás után tért vissza, míg Kazahsztán öt, Szerbia kilenc év versenyzés után lépett vissza.
A verseny a Franciaországot képviselő Zoé Clauzure győzelmével zárult, aki 228 pontot összegyűjtve nyerte meg a döntőt, az ország harmadik győzelmét aratva. Ez volt a második alkalom, hogy egy ország egymás után másodjára nyerte meg a versenyt. Franciaország harmadik győzelmével Grúziával holtversenyben a legtöbb győzelemmel rendelkező ország lett. A Cœur című dal összesen négy országtól kapott maximális 12 pontot. A második helyen Spanyolország, míg a harmadik helyen Örményország végzett. Németország megszerezte legjobb eredményét, ami a kilencedik helyt jelenti, míg Grúzia és Írország legrosszabb eredményét érte el, előbbi tizennegyedik, utóbbi utolsó helyen végzett.
A dalfesztivál döntőjét körülbelül 27 millió ember látta, ami 6 milliós visszaesés a előző évhez képest.

## A helyszín és a verseny témája
Az Eurovíziós Dalfesztivállal ellenben itt nem az előző évi győztes rendez, hanem pályázni kell a rendezés jogára, azonban az előző év győztese előnyt élvez a rendezési jog megszerzésében.
A 2022-es döntő sajtótájékoztatóján a verseny győztese, Franciaország delegációvezetője megerősítette, hogy a műsorsugárzónak szándékában áll megrendezni a 2023-as versenyt. 2023. április 3-án az EBU bejelentette, hogy 2023-ban Nizza ad otthont a gyermek versenynek. Legutóbb 2021-ben, az első győzelmük után adott otthont az ország az eseménynek, akkor Párizsban.
A 9 000 fő befogadására alkalmas Palais Nikaïa adott otthont a rendezvénynek.
2023. május 10-én ismertették dalfesztivál hivatalos mottóját, mely Heroes lett, ami magyarul azt jelenti, hogy Hősök. Ez több mint egy szlogen, hiszen ez a szó inspirálja és erőt ad a gyerekeknek, és egyben utalás a 2015-ös felnőtt verseny győztes dalára is. Augusztus 30-án mutatták be a hivatalos logót, amely megragadja a szlogen energiáját, erőteljes és örömteli színekkel utcai művészetben jelenik meg, amely modernitást hoz és minden generációhoz szól. A kifröccsenések, amelyeken minden résztvevő ország zászlaja is megjelenik, festék, kréta, por és tűzijáték kombinációját szimbolizálja.
| Franciaország Nizza |

### Műsorvezetők

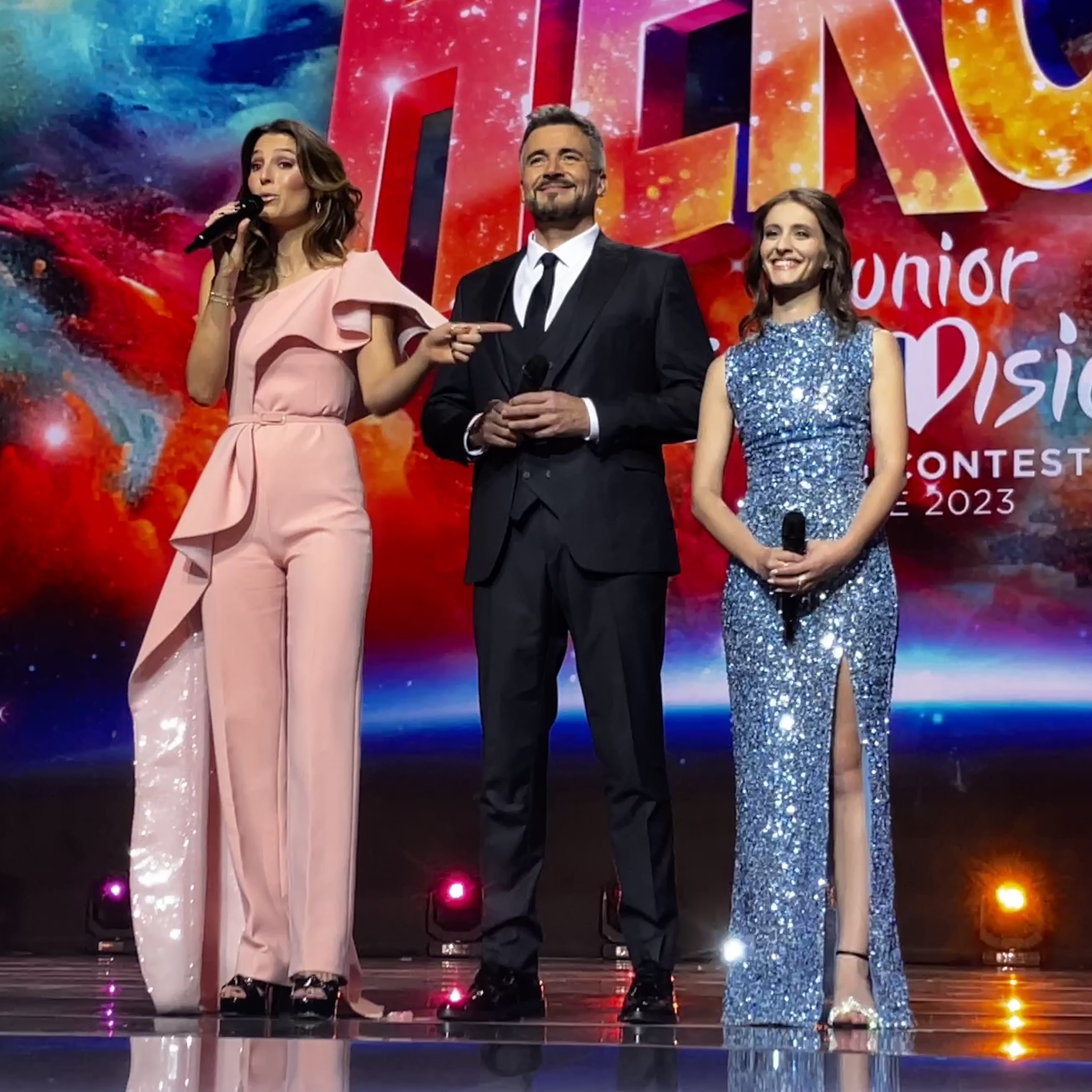
A dalverseny műsorvezetői: Laury Thilleman, Oliver Minne és Ophenya

A dalfesztivál műsorvezetőit 2023. szeptember 27-én jelentették be Laury Thilleman és Oliver Minne személyében. Ez lesz a tizenkettedik alkalom, hogy két házigazdája lesz a műsornak. Laury francia újságíró, modell és színésznő, míg Olivier francia-belga színész és műsorvezető, aki 1992-ben és 1993-ban az Eurovíziós Dalfesztivál francia pontbejelentője, 1995 és 1997 között a francia kommentátora volt. Emellett 2021-ben társműsorvezetője volt a Junior Eurovíziós Dalfesztiválnak.
Később a France Télévisions bejelentette, hogy Ophenya a verseny digitális nagyköveteként fog szolgálni.

## A résztvevők
A résztvevők hivatalos listáját 2023. augusztus 29-én jelentették be. Első alkalommal képviseltette magát a versenyen Észtország, mely a balti államok közül utolsóként csatlakozott a dalfesztiválhoz. (Lettország a legelső, 2003-as, Litvánia pedig a 2007-es Junior Eurovíziós Dalfesztiválon vett részt először.) Észtország csatlakozásával emellett ez volt az első alkalom, hogy az észt nyelv hangzott el a gyerekek versenyén. Egy kihagyott év után visszatért Németország, ezzel a gyermekverseny történetében először szerepelt egyazon évben a felnőtt versenyen automatikus döntősként induló Öt Nagy ország mindegyike. Két ország, Kazahsztán és Szerbia, ugyanakkor visszalépett. Így tizenhat ország alkotta a 2023-as Junior Eurovíziós Dalfesztivál mezőnyét.
Az ír dal egyik társszerzője Sophie Lennon, Írország előző évi versenyzője, míg az örmény dal egyik társszerzője Maléna, Örményország 2021-es versenyzője, egyben a verseny győztese.
| Ország             | Műsorsugárzó       | Előadó             | Dal                  | Nyelv              | Dalszerző(k)                                                                      |
| ------------------ | ------------------ | ------------------ | -------------------- | ------------------ | --------------------------------------------------------------------------------- |
| Albánia            | RTSH               | Viola Gjyzeli      | Bota ime             | albán              | Enis Mullaj Eriona Rushiti                                                        |
| Egyesült Királyság | BBC                | Stand Uniqu3       | Back to Life         | angol              | Jack Hawitt Jakke Erixson Sky Adams                                               |
| Észak-Macedónia    | MRT                | Tamara Grujeska    | Kaži mi, kaži mi koj | macedón, angol     | Kosta Petrov Robert Bilbilov                                                      |
| Észtország         | ETV                | Arhanna            | Hoiame kokku         | észt, angol        | Arhanna Sandra Arbma Karl-Ander Reismann Leelo Tungal Rael Laikre                 |
| Franciaország      | France Télévisions | Zoé Clauzure       | Cœur                 | francia            | Jérémy Chapron Julien Comblat Noée Francheteau                                    |
| Grúzia             | GPB                | Anastasia & Ranina | Over the Sky         | grúz, angol        | Betkho Mebo Nutsubidze                                                            |
| Hollandia          | AVROTROS           | Sep & Jasmijn      | Holding On to You    | holland, angol     | Robert Dorn                                                                       |
| Írország           | TG4                | Jessica McKean[a]  | Aisling              | ír                 | Fiona Mooney Ken McHugh Niall Mooney Niamh Mooney Sophie Lennon Will Weeks        |
| Lengyelország      | TVP                | Maja Krzyżewska    | I Just Need a Friend | lengyel, angol     | Carla Fernandes Dominic Buczkowski-Wojtaszek Patryk Kumor Piotr Zborowski Marissa |
| Málta              | PBS                | Yulan              | Stronger             | angol              | Elise Hedengren Isak Alvedahl John-Emil Johansson Sandra Wikström Yulan           |
| Németország        | KiKA               | FIA                | Ohne Worte           | német, jelnyelv[b] | David Jürgens Martin Fliegenschmidt Sascha Seelemann                              |
| Olaszország        | Rai                | Melissa & Ranya    | Un mondo giusto      | olasz, angol       | Franco Fasano Marco Iardella                                                      |
| Örményország       | AMPTV              | Yan Girls          | Do It My Way         | örmény, angol      | Maléna Tokionine Vahram Petrosyan                                                 |
| Portugália         | RTP                | Júlia Machado      | Where I Belong       | portugál, angol    | Aurora Pinto Fernando Daniel João Direitinho Luís "Twins" Pereira                 |
| Spanyolország      | RTVE               | Sandra Valero      | Loviu                | spanyol[c]         | Alejandro Martinez David Parejo Diego José Cantero Luis Vicente Ramiro            |
| Ukrajna            | Szuszpilne         | Anastasia Dymyd    | Kvitka               | angol, ukrán       | Svitlana Tarabarova                                                               |

1.↑ a: A dalban jelöletlenül közreműködik Sophie Lennon, az előző évi ír versenyző is.
2.↑ b: A dal tartalmaz többször ismételt kifejezéseket angol, francia és spanyol nyelven is.
3.↑ c: A dal tartalmaz többször ismételt kifejezéseket angol, francia, olasz és portugál nyelven is.

### Visszatérő előadók
Visszatér a verseny színpadára Sophie Lennon, aki az előző évben szólóénekesként versenyzett. Ezúttal az Írországot képviselő Jessica McKean segédjeként vesz részt a dal második felétől.
| Előadó        | Ország   | Előző év(ek) |
| ------------- | -------- | ------------ |
| Sophie Lennon | Írország | 2022         |

## A versenyszabályok változása
Két év kihagyás után ebben az évben ismét novemberben rendezték meg a dalversenyt.
A verseny logója átalakul ettől az évtől, csak úgy, mint az Eurovíziós Dalfesztiválon használt logó, itt is a szív alakú V betűben helyezkedik el a rendező ország zászlaja. Az előző logó 2015-től volt használatban.

## A versenyt megelőző időszak

### Nemzeti válogatók
A versenyre nevező 16 ország közül 5 nemzeti döntő keretein belül, 7 belső kiválasztással, 4 a két módszer együttes alkalmazásával választotta ki indulóját.
Az indulók közül Albánia, Grúzia, Hollandia, Írország, Lengyelország, Málta, Németország, Portugália és Ukrajna apróbb változtatásokkal ugyanazt azt a nemzeti döntőt rendezi meg, mint az előző évben.
A többi ország közül Észak-Macedónia, az Egyesült Királyság, Franciaország, Olaszország, Örményország és Spanyolország ismételten a teljes belső kiválasztás mellett dönt.
A dalverseny első hivatalosan megerősített előadója az macedón Tamara Grujeska volt, akit 2023. május 16-án jelentettek be, míg az első dal a német versenydal, a Ohne Worte volt, amit szeptember 18-án választottak ki. Az utolsó előadó az örmény előadó, a Yan Girls voltak, akitet október 25-én jelentettek be, míg az utolsó dal az ír dal, az Aisling volt, amit október 27-én mutattak be.
| Ország             | Választás módszere                           | Válogató / Bemutató műsor                    | Közvetítő csatorna                        | Kiválasztás / Bemutatás dátuma        | Kiválasztás / Bemutatás dátuma |
| Ország             | Választás módszere                           | Válogató / Bemutató műsor                    | Közvetítő csatorna                        | Előadó                                | Dal                            |
| ------------------ | -------------------------------------------- | -------------------------------------------- | ----------------------------------------- | ------------------------------------- | ------------------------------ |
| Albánia            | nemzeti döntő                                | Junior Fest                                  | RTSH                                      | 2023. szeptember 22.                  | 2023. szeptember 22.           |
| Észak-Macedónia    | belső kiválasztás                            | Nem rendeztek válogató- és bemutatóműsort    | Nem rendeztek válogató- és bemutatóműsort | 2023. május 16.                       | 2023. október 16.              |
| Egyesült Királyság | belső kiválasztás                            | Nem rendeztek válogató- és bemutatóműsort    | Nem rendeztek válogató- és bemutatóműsort | 2023. október 19.                     | 2023. október 19.              |
| Észtország         | belső kiválasztás                            | Nem rendeztek válogató- és bemutatóműsort    | Nem rendeztek válogató- és bemutatóműsort | 2023. augusztus 29.                   | 2023. október 16.              |
| Franciaország      | belső kiválasztás                            | Nem rendeztek válogató- és bemutatóműsort    | Nem rendeztek válogató- és bemutatóműsort | 2023. szeptember 27.                  | 2023. szeptember 27.           |
| Grúzia             | előadó: nemzeti döntő                        | előadó: Rania                                | 1TV                                       | 2023. június 10. 2023. szeptember 12. | 2023. október 15.              |
| Hollandia          | nemzeti döntő                                | Junior Songfestival                          | NPO Zapp                                  | 2023. szeptember 23.                  | 2023. szeptember 23.           |
| Írország           | előadó: nemzeti döntő                        | előadó: Junior Eurovision Éire               | TG4                                       | 2023. október 8.                      | 2023. október 27.              |
| Lengyelország      | nemzeti döntő                                | Szansa na sukces. Eurowizja Junior 2023      | TVP2                                      | 2023. szeptember 24.                  | 2023. szeptember 24.           |
| Málta              | előadó: nemzeti döntő dal: belső kiválasztás | előadó: Malta Junior Eurovision Song Contest | TVM                                       | 2023. augusztus 12.                   | 2023. október 16.              |
| Németország        | nemzeti döntő                                | Online válogatót rendeztek                   | Online válogatót rendeztek                | 2023. szeptember 18.                  | 2023. szeptember 18.           |
| Olaszország        | belső kiválasztás                            | Nem rendeztek válogató- és bemutatóműsort    | Nem rendeztek válogató- és bemutatóműsort | 2023. október 4.                      | 2023. október 12.              |
| Örményország       | belső kiválasztás                            | Nem rendeztek válogató- és bemutatóműsort    | Nem rendeztek válogató- és bemutatóműsort | 2023. október 25.                     | 2023. október 25.              |
| Portugália         | előadó: nemzeti döntő                        | előadó: The Voice Kids                       | RTP1                                      | 2023. június 25.                      | 2023. október 9.               |
| Spanyolország      | belső kiválasztás                            | Nem rendeztek válogató- és bemutatóműsort    | Nem rendeztek válogató- és bemutatóműsort | 2023. július 7.                       | 2023. október 3.               |
| Ukrajna            | nemzeti döntő                                | Nem volt külön elnevezése a válogatóműsornak | Szuszpilne                                | 2023. október 1.                      | 2023. október 1.               |

### Esélyek
A felnőtt versennyel ellentétben nincs fogadás, mert az olyan versenyeken, ahol a kiskorúak kerülnek előtérbe, több országban törvénybe ütközik a fogadás. A fogadások helyett a verseny előtt több rajongói oldal szavazást tartott, ahol Észak-Macedóniát, Franciaországot és Örményországot tekintették a győzelemre legesélyesebbnek.

## A verseny

### Megnyitó ünnepség
A megnyitó ünnepségre november 20-án került sor a Le Negresco Hotelben. A megnyitó házigazdái Carla Lazzari és Manon Théodet voltak, míg a delegációkat Laura Tenoudji üdvözölte és konferálta fel. Carla 2019-ben képviselte Franciaországot a Junior Eurovízión Gliwicében, 2020-ban francia kommentátorként, 2021-ben a párizsi dalverseny műsorvezetőjeként, majd 2022-től ismét kommentátorként tevékenykedett. A megnyitó során meghatározták, hogy melyik ország lép fel elsőként, utolsóként, valamint a házigazda rajtszámát. A hátralévő sorrendről a verseny producerei döntenek a ceremónia után.

### Trófea
A dalfesztivál trófeáját a svéd Kosta Boda üvegvállalatban dolgozó Kjell Engman tervezte. A trófea jelenlegi dizájnját a 2017-es versenyen használták először. A trófea formája, hasonlóan az Eurovíziós Dalfesztiválhoz, egy üvegből készült mikrofon, mely belül és a felső részén színekkel van körülvéve, szimbolizálva a hanghullámokat.

### Fellépési sorrend
A fellépési sorrendet november 20-án jelentették be, a házigazda Franciaországot a tizenkettedik helyre sorsolták, míg Spanyolországot a döntő nyitó produkcióra, Hollandiát a záró produkcióra.

### Zsűritagok
- Albánia – Andi Lazaj, David Kerri, Serxhio Hajdini, Anxhela Llaha, Izabela Veliaj
- Egyesült Királyság – Aaron Renfree, Joshua Caslin, Jamie Birkett, Ngunan Adamu, Kristen-Leigh Harrison
- Észak-Macedónia – Ilija Karadakoski, Jovan Jakimovski, Trajko Jordanovski, Kristina Taleska Golemteova, Irina Davidovska
- Észtország – Gustav Kõrvits, Sven Lõhmus, Birgit Sarrap, Rebecca Toome, Sissi Nylia Benita
- Franciaország – Julien Benhamou, Thomas Wong Man Kan, Florence Boudaud, Linda Djadel, Chayma Bennacer
- Grúzia – Anri Jokhadze, Davit Archvadze, Nestan Sinjikashvili, Lizi Kvirkvelia, Sandra Gadelia
- Hollandia – Niels Schlimback, Peter Natrop, Sam Terbraak, Marieke van Oostrum, Zoë Aries
- Írország – Cian O'Driscoll, Padraig Jack, Seán Ó Heanaigh, Clara Geraghty, Gráinne Bleasdale
- Lengyelország – Leon Olek, Piotr Matysik, Rafał Brzozowski, Aleksandra Radwan, Daria Malicka
- Málta – Arthur Caruana, Daylin Cassar Randich, Matthew Caruana, Ryan Hili, Anneka Xerri
- Németország – Alex Christensen, João Joel Fischbach, Janin Ullmann, Hannah June Ehlert, Malou Beling
- Olaszország – Andrea Devecchi, Francesco Feerrero, Maria Polidori, Chiara Cappello, Enisa Nali
- Örményország – Artur Mnatsakanyan, Narek Stepanyan, Robert Koloyan, Iveta Mukuchyan, Sati Sargsyan
- Portugália – Nicolas Alves, Ricardo Fialho Jesus, Ana Elisa Rodrigues, Matilde Gonçalves Abreu, Teresa Ildefonso Lopes
- Spanyolország – Alfred García, Carlos Higes, Gonzalo Hermida, Blanca Paloma Ramos Baeza, Martina Venica Franco
- Ukrajna – Artem Kotenko, Yurii Tkach, Antonina Matviienko, Anastasiia Bielibova, Olena Topolia

### Meghívott előadók
A nyitányban, az országok bevonulása alatt, a tizenhat résztvevő ország versenyzője közös produkcióban adta elő a verseny hivatalos főcímdalát, a Heroes-t. Extra produkcióként fellépett az előző évi győztes, Lissandro, és a 2016-os francia Eurovíziós versenyző, Amir. Lissandro előadta győztes dalát, a Oh Maman!-t, míg Amir előadta Eurovíziós dalát, a J’ai cherché-t és legújabb dalát, az Il Y A-t.
Ezután egy rövid időre megjelent Van Toan vietnámi származású francia zongoraművész-influenszer is a műsor alatt. Zárásként korábbi francia Junior Eurovíziós versenyzők közül Angélina, Enzo, Lissandro és Valentina az Erőszakmentes Projektet támogatva a We Are the World című dalt adták elő a tizenhat résztvevő ország versenyzőjével.

## Döntő
| #  | Ország             | Előadó             | Dal                  | Magyar fordítás                | Helyezés | Pontszám |
| -- | ------------------ | ------------------ | -------------------- | ------------------------------ | -------- | -------- |
| 01 | Spanyolország      | Sandra Valero      | Loviu                | SZERETLEK                      | 2.       | 201      |
| 02 | Málta              | Yulan              | Stronger             | Erősebb                        | 10.      | 94       |
| 03 | Ukrajna            | Anastasia Dymyd    | Kvitka               | Virág                          | 5.       | 128      |
| 04 | Írország           | Jessica McKean     | Aisling              | Álom                           | 16.      | 42       |
| 05 | Egyesült Királyság | Stand Uniqu3       | Back to Life         | Vissza az életbe               | 4.       | 160      |
| 06 | Észak-Macedónia    | Tamara Grujeska    | Kaži mi, kaži mi koj | Mondd meg, mondd meg, kicsoda  | 12.      | 76       |
| 07 | Észtország         | Arhanna            | Hoiame kokku         | Összetartozni                  | 15.      | 49       |
| 08 | Örményország       | Yan Girls          | Do It My Way         | A magam módján csinálni        | 3.       | 180      |
| 09 | Lengyelország      | Maja Krzyżewska    | I Just Need a Friend | Csak egy barátra van szükségem | 6.       | 124      |
| 10 | Grúzia             | Anastasia & Ranina | Over the Sky         | Az ég felett                   | 14.      | 74       |
| 11 | Portugália         | Júlia Machado      | Where I Belong       | Ahová tartozom                 | 13.      | 75       |
| 12 | Franciaország      | Zoé Clauzure       | Cœur                 | Szív                           | 1.       | 228      |
| 13 | Albánia            | Viola Gjyzeli      | Bota ime             | Az én világom                  | 8.       | 115      |
| 14 | Olaszország        | Melissa & Ranya    | Un mondo giusto      | Egy igazságos világ            | 11.      | 94       |
| 15 | Németország        | FIA                | Ohne Worte           | Szavak nélkül                  | 9.       | 107      |
| 16 | Hollandia          | Sep & Jasmijn      | Holding On to You    | Kitartani melletted            | 7.       | 122      |

### Ponttáblázat
| Ország             | Össz. | Online | Zsűrik        | Zsűrik | Zsűrik  | Zsűrik   | Zsűrik             | Zsűrik          | Zsűrik     | Zsűrik       | Zsűrik        | Zsűrik | Zsűrik     | Zsűrik        | Zsűrik  | Zsűrik      | Zsűrik      | Zsűrik    |
| Ország             | Össz. | Online | Spanyolország | Málta  | Ukrajna | Írország | Egyesült Királyság | Észak-Macedónia | Észtország | Örményország | Lengyelország | Grúzia | Portugália | Franciaország | Albánia | Olaszország | Németország | Hollandia |
| ------------------ | ----- | ------ | ------------- | ------ | ------- | -------- | ------------------ | --------------- | ---------- | ------------ | ------------- | ------ | ---------- | ------------- | ------- | ----------- | ----------- | --------- |
| Spanyolország      | 201   | 86     |               | 6      | 5       |          | 8                  | 10              | 12         | 6            | 2             | 12     |            | 12            | 10      | 12          | 10          | 10        |
| Málta              | 94    | 43     |               |        | 3       |          | 4                  |                 |            | 12           | 3             |        | 7          | 10            | 4       | 6           | 2           |           |
| Ukrajna            | 128   | 83     | 1             |        |         | 3        | 1                  | 3               | 4          |              | 5             | 6      |            |               | 8       | 2           | 7           | 5         |
| Írország           | 42    | 34     |               |        |         |          |                    |                 |            |              |               | 3      | 4          | 1             |         |             |             |           |
| Egyesült Királyság | 160   | 58     | 10            | 10     | 12      | 4        |                    | 7               | 6          | 8            | 8             |        | 1          | 4             | 12      | 8           | 5           | 7         |
| Észak-Macedónia    | 76    | 39     | 2             | 2      | 2       | 1        |                    |                 |            | 1            | 10            |        | 6          | 5             | 1       |             | 4           | 3         |
| Észtország         | 49    | 43     |               |        | 1       |          | 2                  | 2               |            |              |               | 1      |            |               |         |             |             |           |
| Örményország       | 180   | 64     | 3             | 12     | 10      | 2        | 12                 | 12              | 8          |              | 7             | 10     | 2          | 7             | 6       | 5           | 12          | 8         |
| Lengyelország      | 124   | 55     | 8             | 4      | 7       | 10       | 10                 |                 | 2          | 5            |               |        | 8          |               | 3       |             | 6           | 6         |
| Grúzia             | 74    | 53     | 5             |        |         |          | 3                  |                 |            | 4            |               |        | 5          |               |         | 3           | 1           |           |
| Portugália         | 75    | 45     | 7             | 5      |         | 6        |                    |                 | 1          |              | 1             | 2      |            | 6             |         |             |             |           |
| Franciaország      | 228   | 92     | 12            | 8      | 6       | 12       | 6                  | 8               | 10         | 10           | 12            | 5      | 10         |               | 7       | 10          | 8           | 12        |
| Albánia            | 115   | 45     |               |        | 8       | 7        | 7                  | 5               | 5          | 7            | 4             | 4      | 12         | 3             |         | 7           |             | 1         |
| Olaszország        | 81    | 44     | 6             | 3      |         | 5        |                    | 1               | 3          |              |               | 8      | 3          | 8             |         |             |             |           |
| Németország        | 107   | 74     |               | 1      | 4       |          |                    | 4               | 7          | 3            |               | 7      |            |               | 2       | 1           |             | 4         |
| Hollandia          | 122   | 70     | 4             | 7      |         | 8        | 5                  | 6               |            | 2            | 6             |        |            | 2             | 5       | 4           | 3           |           |

### 12 pontos országok
Az alábbi országok kaptak 12 pontot a versenyen:
| Darab | Jutalmazott ország | Szavazó ország                                          |
| ----- | ------------------ | ------------------------------------------------------- |
| 4     | Franciaország      | Hollandia, Írország, Lengyelország, Spanyolország       |
| 4     | Örményország       | Egyesült Királyság, Észak-Macedónia, Málta, Németország |
| 4     | Spanyolország      | Észtország, Franciaország, Grúzia, Olaszország          |
| 2     | Egyesült Királyság | Albánia, Ukrajna                                        |
| 1     | Albánia            | Portugália                                              |
| 1     | Málta              | Örményország                                            |

### Zsűri és nézői szavazás külön
| Helyezés | Zsűri szavazatok   | Zsűri szavazatok | Online szavazatok  | Online szavazatok |
| Helyezés | Ország             | Pontszám         | Ország             | Pontszám          |
| -------- | ------------------ | ---------------- | ------------------ | ----------------- |
| 1.       | Franciaország      | 136              | Franciaország      | 92                |
| 2.       | Örményország       | 116              | Spanyolország      | 86                |
| 3.       | Spanyolország      | 115              | Ukrajna            | 83                |
| 4.       | Egyesült Királyság | 102              | Németország        | 74                |
| 5.       | Albánia            | 70               | Hollandia          | 70                |
| 6.       | Lengyelország      | 69               | Örményország       | 64                |
| 7.       | Hollandia          | 52               | Egyesült Királyság | 58                |
| 8.       | Málta              | 51               | Lengyelország      | 55                |
| 9.       | Ukrajna            | 45               | Grúzia             | 53                |
| 10.      | Észak-Macedónia    | 37               | Albánia            | 45                |
| 11.      | Olaszország        | 37               | Portugália         | 45                |
| 12.      | Németország        | 33               | Olaszország        | 44                |
| 13.      | Portugália         | 30               | Észtország         | 43                |
| 14.      | Grúzia             | 21               | Málta              | 43                |
| 15.      | Írország           | 8                | Észak-Macedónia    | 39                |
| 16.      | Észtország         | 6                | Írország           | 34                |

## A szavazás és a nemzetközi közvetítések

### Pontbejelentők
A pontbejelentők között volt a francia Enzo, aki 2021-ben, a grúz Mariam Bigvava, a holland Luna, a máltai Gaia Gambuzza és az ukrán Zlata Dziunka, akik az előző versenyen képviselték hazájukat.
| 1. Spanyolország – Juan Diego Álvarez 2. Málta – Gaia Gambuzza 3. Ukrajna – Zlata Dziunka 4. Írország – Louisa McKean 5. Egyesült Királyság – Charlie Poissenot 6. Észak-Macedónia – Sofya Lyubinskaya 7. Észtország – Iris Ashton 8. Örményország – Lino Mercier | 1. Lengyelország – Gabrysia Wojciechowicz 2. Grúzia – Mariam Bigvava 3. Portugália – Chloé Baldakar 4. Franciaország – Enzo 5. Albánia – Guilia Moulay 6. Olaszország – Julia Wazne 7. Németország – Vivienne Craig 8. Hollandia – Luna |

## Térkép

Részt vevő országok
Országok, melyek korábban részt vettek, de ebben az évben nem

### Kommentátorok
| Ország              | Kommentátor                                  | Közvetítő csatorna              |
| Részt vevő országok | Részt vevő országok                          | Részt vevő országok             |
| ------------------- | -------------------------------------------- | ------------------------------- |
| Albánia             | Andri Xhahu                                  | RTSH 1                          |
| Egyesült Királyság  | Lauren Layfield és Hrvy                      | BBC Two, CBBC, BBC iPlayer      |
| Észak-Macedónia     | Eli Tanaskovska                              | MRT 1                           |
| Észtország          | Marko Reikop (észtül)                        | ETV2                            |
| Észtország          | Aleksandr Hobotov és Julia Kalenda (oroszul) | ETV+                            |
| Franciaország       | Stéphane Bern és Carla                       | France 2                        |
| Grúzia              | Nikoloz Lobiladze                            | 1TV                             |
| Hollandia           | Bart Arens és Matheu Hinzen                  | NPO Zapp, NPO Start             |
| Írország            | Sinéad Ní Uallacháin                         | TG4                             |
| Lengyelország       | Aleksander Sikora                            | TVP1, TVP ABC, TVP Polonia      |
| Málta               | Kommentár nélkül                             | TVM                             |
| Németország         | Consi                                        | KiKA                            |
| Olaszország         | Mario Acampa                                 | Rai 1, RaiPlay                  |
| Örményország        | Hamlet Arakelyan és Hrachuhi Utmazyan        | H1                              |
| Portugália          | Nuno Galopim és Iolanda Ferreira             | RTP1, RTP Internacional         |
| Spanyolország       | Julia Varela és Tony Aguilar                 | La 1, TVE Internacional, TVE 4K |
| Ukrajna             | Timur Miroshnychenko                         | Szuszpilne Kultura              |
| További országok    |                                              |                                 |
| Kazahsztán          | Dinara Sadu és Yerdana Yerzhuanuly           | Habar                           |
| Litvánia            | Ramūnas Zilny                                | LRT                             |

## Lásd még
- 2023-as Eurovíziós Dalfesztivál
- 2023-as Eurovíziós Kórusverseny

## Külső hivatkozások
- A verseny hivatalos oldala